# Strongylo (Arcadia)
Strongylo  este un oraș în Grecia în prefectura Arcadia.